# Diogene di Tarso
Diogene di Tarso (fl. II secolo a.C.) è stato un filosofo e drammaturgo greco antico.

## Biografia
Vissuto nel II secolo a.C., epicureo, viene descritto da Strabone come un abile compositore di tragedie improvvisate.

## Opere
Diogene si occupò di diverse tematiche in opere oggi perdute. Innanzitutto le Lezioni scelte (in greco: Ἐπίλεκτοι σχολαί), molto probabilmente una raccolta di saggi e dissertazioni e Sui problemi poetici (in greco: Περὶ ποιητικῶν ζητμάτων), questioni poetiche che Diogene cercò di risolvere.
Alla sua attività di zelante difensore del maestro rimonta la Epitome delle dottrine etiche di Epicuro (in greco: ἐπιτομὴ τῶν Ἐπικούρου ἠθικῶν ζητημάτων), di cui Diogene Laerzio cita il XII libro.